# 白馬大雪渓

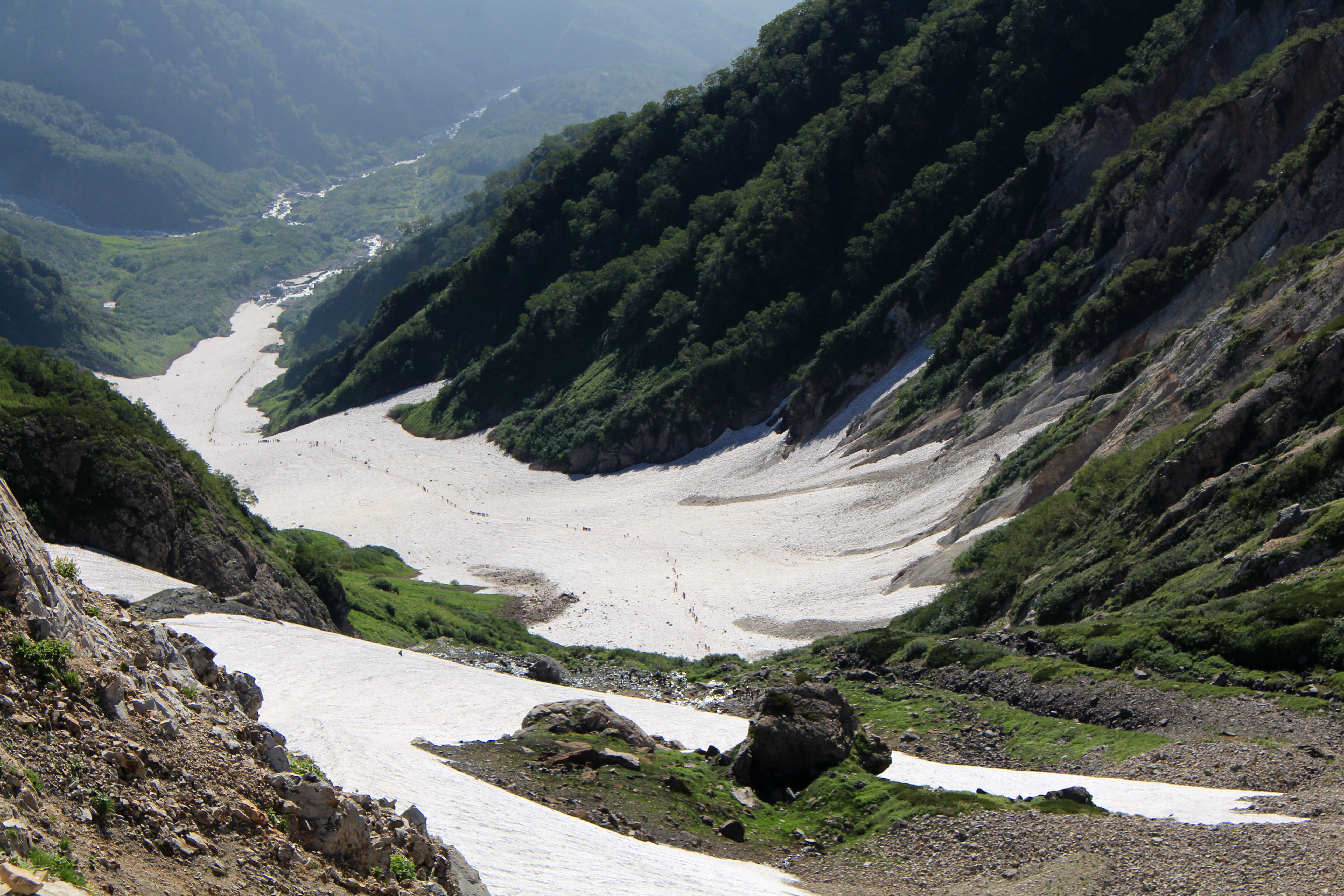
上部から見下ろす白馬大雪渓

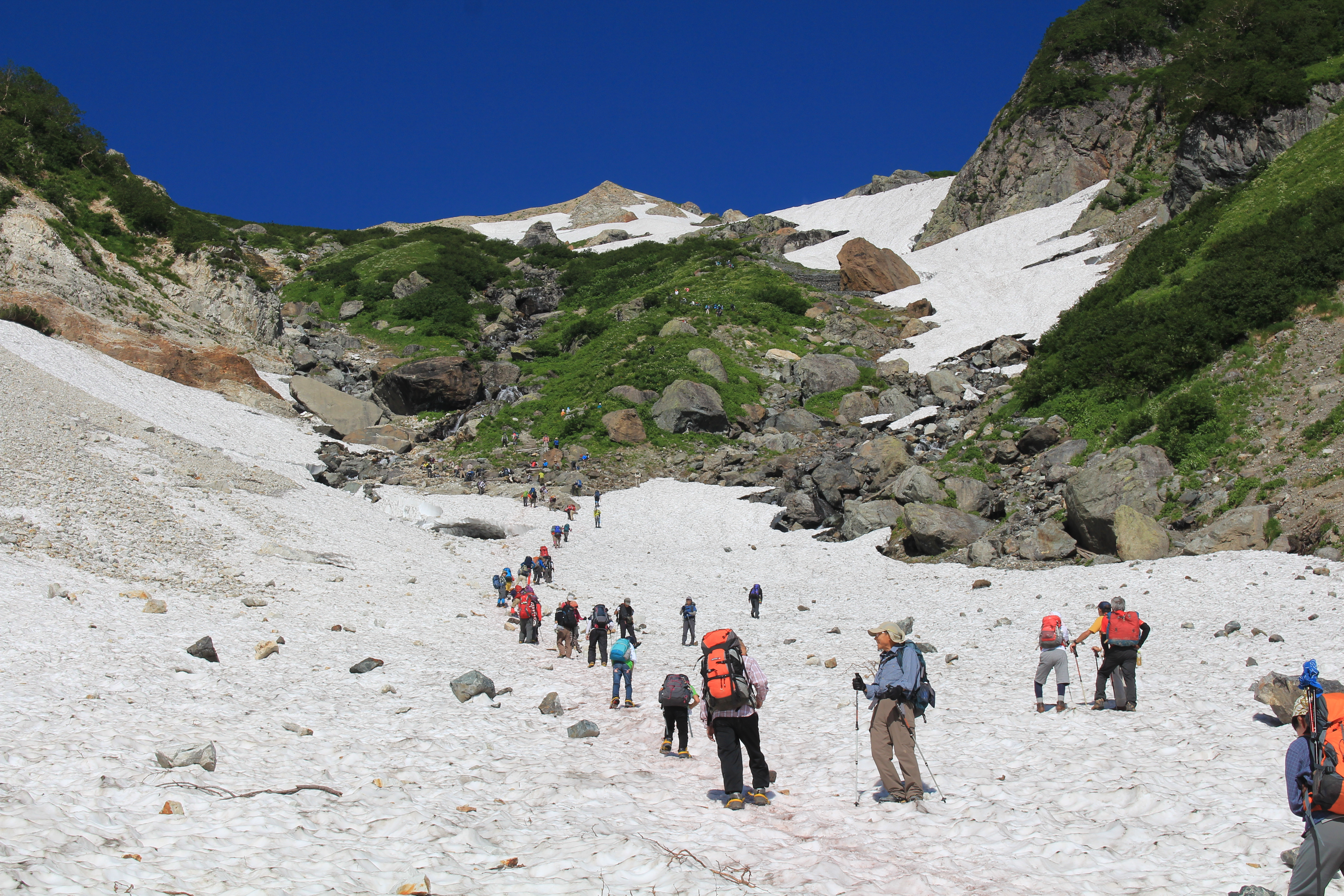
白馬大雪渓上部の登山者

白馬大雪渓（はくばだいせっけい）は、長野県北安曇郡白馬村にある雪渓。日本三大雪渓のひとつ。

## 概要

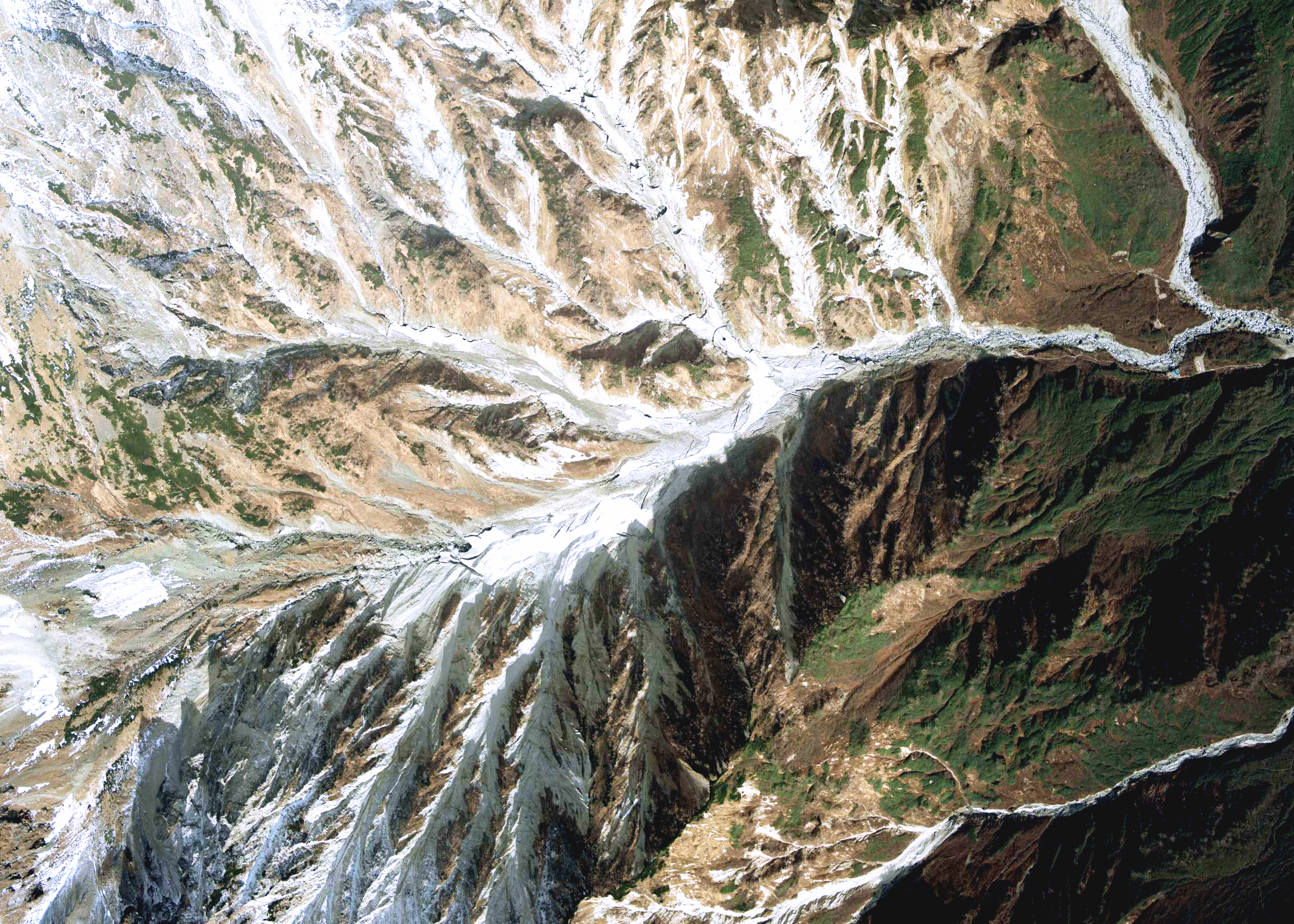
白馬大雪渓の空中写真。
1976年10月23日撮影。。

全長3.5km、標高差600mある日本では最大規模の雪渓。白馬岳（2,932m）と杓子岳（2,812m ）により形成される谷にあり、両山の東方に位置する。登山口の猿倉から大雪渓までは白馬大雪渓遊歩道になっており約1時間半で到着するため大雪渓ケルンまでは手軽にハイキングが楽しめる。大雪渓末端に白馬尻小屋があり、雪崩による倒壊を避けるため毎年営業終了後の秋に山小屋は解体され翌年の春に組み立てられる。大雪渓後半は傾斜がきつくなり、それより先は白馬岳への本格的な登山コースとなる。雪上には歩行コースを示す赤い粉がまかれており、これにしたがって歩行する。大雪渓ケルンをすぎると右手には氷河遺跡、3号雪渓、2号雪渓が見られる。周辺は高山植物の宝庫でもあり、コバイケイソウ、キヌガサソウ、ニリンソウなどが多い。

## 通行止措置
例年にない少雪や猛暑などで雪渓の雪融けが進むとクレバスや崩壊が発生し、登山道の安全のため通行止め措置が取られることがある。近年では2016年は9月1日から、2020年は9月20日から、2023年8月27日から雪渓内が一時通行止となった。長野県は、う回路として栂池ルートまたは白馬鑓温泉ルートを案内している。